# 900 Rosalinde
900 Rosalinde este un asteroid din centura principală, descoperit pe 10 august 1918, de Max Wolf.